# La llegenda del purgatori de Sant Patrici

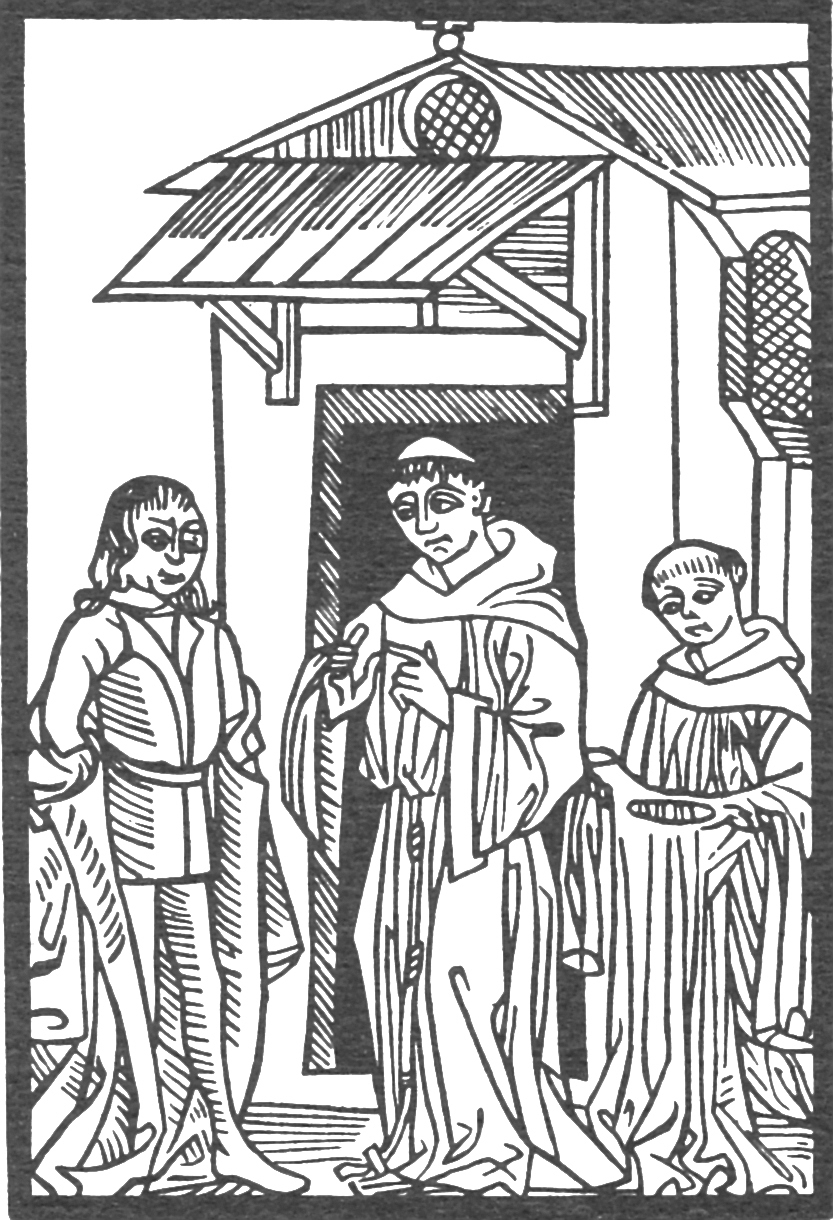
Knight Owein escolta les enumeracions dels turments del purgatori per part del prior.

L'Espurgatoire Seint Patriz o La llegenda del purgatori de Sant Patrici és un poema del segle xii de Marie de France. És una traducció al francès antic d’un text llatí Tractatus de Purgatorio Sancti Patricii del monjo Enric de Saltrey. Tanmateix, la versió de Marie s'amplifica del llatí original.

## Resum de la trama
En aquesta obra, un cavaller irlandès anomenat Owein viatja al purgatori de Sant Patrici per expiar els seus pecats. Després de baixar al purgatori, és visitat per diversos dimonis que li mostren escenes de tortura per intentar que renunciï a la seva religió. Cada vegada, és capaç de dissipar l'escena dient el nom de Jesucrist. Després de passar tota una nit al Purgatori, torna a l'església on va començar el seu viatge, purificat dels seus pecats.

## Influència
El purgatori de Sant Patrici, una balada de Robert Southey, es basa directament en la llegenda.